# Rowlandius tomasi
Rowlandius tomasi är en spindeldjursart som beskrevs av Armas 2007. Rowlandius tomasi ingår i släktet Rowlandius och familjen Hubbardiidae. Inga underarter finns listade i Catalogue of Life.